# Salamat Schiftah

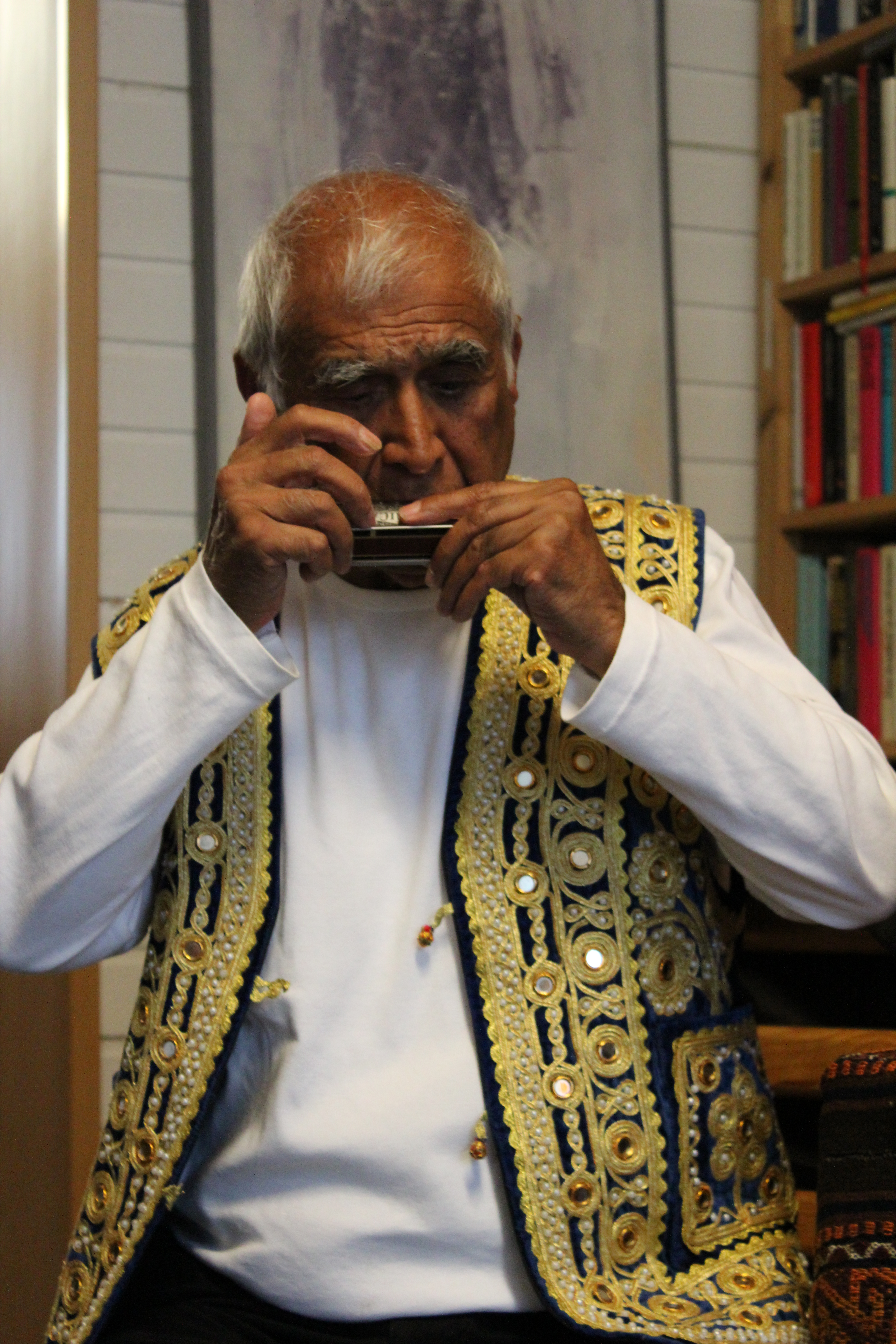
Salamat Schiftah (2012)

Salamat Schiftah, persisch سلامت شیفته Salâmat Shefta, (* 20. Dezember 1938 in Kabul; † 8. Januar 2023 in Altenkirchen) war ein aus Afghanistan stammender Musiker, Sänger und Komponist der traditionellen und der neuen afghanischen Musik sowie Schriftsteller, der zuletzt in Deutschland lebte.

## Leben und Wirken
Schiftah wurde in Kabul geboren und besuchte dort die Amani-Oberrealschule Kabul, an der er 1957 sein Abitur ablegte.
Bei einer Sonderprüfung qualifizierte er sich für ein Stipendium zum Studium in Deutschland. In der Zwischenzeit studierte er in Kabul Jura und nahm an einem Praktikum in Nord-Afghanistan zur Erdölexploration teil.
1959 kam Salamat Schiftah nach Deutschland. Sein Studium beschloss er als Diplom-Geologe in München und  promovierte dort in den Fächern Paläontologie, Chemie und Biologie zum Dr. rer. nat.
Von 1967 bis 1971 war er u. a. an den Universitäten München und Tübingen in der Forschung tätig, im Anschluss von 1971 bis 1989 als Lehrer für naturwissenschaftliche Fächer, besonders Biologie, am Westerwald-Gymnasium in Altenkirchen. Parallel zum Unterricht war er zehn Jahre lang Fachbereichsleiter.
Wegen eines Augenleidens ging Schiftah 1989 in den vorzeitigen Ruhestand. Alleine oder mit dem von ihm gegründeten Afghan-Duo, dem Afghan-Trio, dem Afghan-Ensemble, dem Indo-Afghan-Trio und dem East-West-Ensemble präsentierte er eigene Lieder, Instrumentalstücke sowie Werke alter Meister aus diesem Kulturraum mit Gesang und auf der Laute Rubab, u. a. Instrumenten. Höhepunkte seines Schaffens waren drei Auftritte auf der Dokumenta mit Ursel Schlichts Extempore in den Jahren 2002, 2007 und 2012, Auftritte mit Nina Hagen und der Weltmusikformation Embryo.
Schiftah spielte außer der Rubab folgende Instrumente: Langhalslaute Tanbur, arabische Laute Oud, indische Lauten Sarod und Sitar, Bechertrommel Zerbaghali, indisches Trommelpaar Tabla, Harmonika, Chromonika, Flöte, außerdem Gesang (afghanische Folklore und indischer klassischer Gesang). Neben mehreren CDs und DVDs mit afghanisch/indischer Musik und Poesie legte er 2017 den zweisprachigen (Deutsch-Farsi) Gedichtband Gedichte – sinnvoll und rar, Blick aus München und Mazar vor.

## Auszeichnung
Für seine interkulturelle Arbeit wurde er im Jahr 2005 mit der Verdienstmedaille des Landes Rheinland-Pfalz ausgezeichnet.

## Diskographie
- Afghanistan Musik & Poesie. CD von 2002 (Inhalt u. a.: Zerstörung der Buddha-Statuen von Bamyan 2001, Gedanken zur Toleranz)
- Musik meditativ – Mystik. CD von 2003
- Afghanistan Kostbarkeiten & Knospen. CD von 2007